# ここでキスして。
「ここでキスして。」は、日本のシンガーソングライター・椎名林檎による楽曲。1999年1月20日に東芝EMI（当時）より発売された3枚目のシングルの表題曲として発表された。
初回生産盤の特典は後に発売された1作目のアルバム『無罪モラトリアム』との連動企画で、オビ付属の応募券を2枚一緒に送付すると抽選で『性的ヒーリング〜特別御奉仕編〜』というVHSを貰えるというものだった。

## 概要
シングルの発表は2枚目のシングル『歌舞伎町の女王』より約4ヶ月ぶりとなる。約1ヶ月後に発売される1作目のスタジオ・アルバム『無罪モラトリアム』の先行シングルとして発売された。本作発売後の2月5日には、表題曲「ここでキスして。」で『ミュージックステーション』への初出演を果たした。
ミュージック・ビデオはバラ園でバンド隊を引き連れて歌唱している映像だが、これとは別に椎名がカメラを持ち、街の中を徘徊する映像がある。本来はバラ園での演奏風景と徘徊風景を混ぜて製作しようとしたが、バラ園で撮影された映像が予想以上に出来が良く、公式では「バラ園のみのバージョン」が採用された。もう一方のバージョンは後に発売するミュージック・ビデオ集『性的ヒーリング〜其ノ壱〜』のおまけ映像として収録された。

## 収録曲
1. ここでキスして。
読売テレビ・日本テレビ系『ダウンタウンDX』エンディングテーマ。日本テレビ系ドラマshin-D「ここで、キスして。」主題歌。スペースシャワーTV1999年1月度POWER PUSH!。
この楽曲は椎名が福岡に住んでいた頃に書かれた。本人曰く「十七に成ったばかりのあたしがそのまま生かされている」との事で、当時付き合っていた男性へのストレートな思いが綴られている。またデビュー前に活動していたバンドのメンバーに聴かせたところ「売れ線の曲だな」と言われたという。歌詞に登場する「シド」は、セックス・ピストルズの二代目ベーシスト、シド・ヴィシャスのことである。椎名は彼の大ファンで、「儚い少年みたいな人」と評価している。
2005年にフジテレビ系列で放送中の番組『堂本兄弟』で椎名から楽曲提供された広末涼子がゲストで出演した際、堂本剛が番組内でカバーし放送された。
2. 眩暈
デビュー前、イギリスに滞在していた時に書かれた楽曲で、椎名曰く「曇った感じ」とのこと。
3. リモートコントローラー
椎名が自宅のステレオのリモコンを見付けられなかった時のストレスを書いたもの。しかし椎名自身はイライラし過ぎてこの事はあまり覚えていないと話している。イントロのハープシコードのパートは、後にリットーミュージック社から発売された『無罪モラトリアム』のバンドスコアに、椎名直筆の楽譜が掲載されている。

詳細
- 全作詞・全作曲：椎名林檎　全編曲：亀田誠治

| #         | タイトル                   | 作詞  | 作曲・編曲 | 時間 |
| --------- | -------------------------- | ----- | ---------- | ---- |
| 1.        | 「ここでキスして。」       |       |            | 4:19 |
| 2.        | 「眩暈」                   |       |            | 4:41 |
| 3.        | 「リモートコントローラー」 |       |            | 3:15 |
| 合計時間: | 合計時間:                  | 12:15 |            |      |

## 参加メンバー
ここでキスして。
guitars：西川"スイッチ"進殿下
B3 organ：矢代"ドローバー"恒彦 課長補佐
bass：亀田"マン・シンタン"誠治師匠
drums：河村"キリスト"智康係長
synth.operator：北城"フィルター"浩志博士
眩暈
guitars：西川"スイッチ"進殿下
a.piano：椎名"サディスト"林檎姫
bass：亀田"マン・シンタン"誠治師匠
synth.operator：北城"フィルター"浩志博士
リモートコントローラー
guitars：西川"スイッチ"進殿下
harpsichord：椎名"サディスト"林檎姫
bass：亀田"マン・シンタン"誠治師匠
drums：河村"キリスト"智康係長
synth.operator：北城"フィルター"浩志博士
- レコーディング・ミキシング：北城浩志
- マスタリング：前田康二